# 마비정 벽화마을
마비정 벽화마을은 대한민국 대구광역시 달성군 화원읍 본리리에 위치한 마을로, 2012년부터 달성군이 국비 공모 사업으로 추진한 프로젝트를 통해 조성되었다. 총 사업비 11억 원이 투입되었으며, 녹색 농촌 체험 마을로 새롭게 개발된 것이 이 마을의 탄생 배경이다.

## 역사[1]

### '마비정' 명칭의 유래
마비정 마을의 이름은 조선 시대 때 말을 풀어 놓아 먹이던 지역에서 유래되었으며, 말과 관련된 전설이 전해져 내려온다.
옛날, '비무' 라는 천리마와 '백희' 라는 암말이 마을 대나무 숲에 살고 있었다. 어느 날 비무가 꽃과 약초를 구하러 떠난 사이, 전쟁터로 향하던 장수 마고담이 천리마의 도움으로 전쟁에서 이길 수 있다는 이야기를 듣고, 대나무 숲에 있던 백희를 비무로 착각해 전쟁에 나설 것을 제안했다. 백희는 비무를 대신해 나섰으나, 마고담의 기대를 충족하지 못하고 결국 그에게 목숨을 잃었다.
꽃과 약초를 구하여 돌아온 비무는 백희의 죽음을 크게 슬퍼하였다. 이후 마을 사람들은 비무의 울음소리만 들을 수 있었고, 백희의 무덤에 꽃과 약초가 놓이는 것을 보고 비무가 다녀간 것으로 여겼다. 마을 사람들은 마을에 역병이 돌았을 때, 백희의 무덤 덕분에 역병이 피해갔다고 믿었다. 마을 사람들은 비무를 기리기 위해 대나무 풍경을 달고, 말 솟대를 세웠으며, 마고담은 자신의 잘못을 뉘우치고 정자를 짓고 평생을 그곳에서 보냈다. 그 정자가 바로 마비정이며, 마을은 이로 인해 '마비정 마을'로 불리게 되었다.

### 현재의 마비정 마을
이후 소박하고 옛 모습을 간직한 오지 마을인 마비정을 새로운 관광지로 발전시키기 위해 2012년부터 달성군이 총 사업비 약 11억 원 투입해 추진한 프로젝트로 인해 현재의 마비정 벽화마을이 조성되었다.
마비정 마을의 모든 체험 프로그램은 마을 주민들이 운영하는 것이 특징이다. 이 공로를 인정받아 2013년 도시 대상을 수상하였으며 2015년 대한민국 경관 대상 최우수상을 수상하였다.

## 시설[2]
마을 대부분의 벽화는 1960~1970년대의 정겨운 농촌 풍경을 주제로 주택 담장에 20여 편의 주제가 있는 벽화와 사물 벽화를 그려 넣어 조성되었다. 벽화는 달성 군민 이재도 화백의 작품이다. 마을에는 대나무 터널 길, 이팝나무 터널 길, 연리목과 국내 최고령 옻나무 등의 명소가 있다.
마비정 마을에서는 사전 예약을 통해 다양한 농촌 체험을 즐길 수 있다. 체험 프로그램은 만들기 체험, 농작물 수확 체험, 전통 민속 체험, 외갓집 민박 체험으로 나뉜다. 만들기 체험으로는 전통 음식과 차, 말 솟대, 천연 비누 등 다양한 전통 체험이 가능하며, 농작물 수확 체험은 옥수수, 고구마 캐기 등이 있다.
평일과 주말을 가리지 않고 많은 방문객이 찾으며, 특히 2013년 SBS 예능 프로그램 「런닝맨」 방영 이후 방문객이 급증해 100만 명 이상이 다녀갔다. 마비정 마을은 토속적인 자연환경을 유지하면서도 다양한 체험과 볼거리를 제공해, 다른 벽화마을들과는 차별화된 매력을 가지고 있다.

### 마비정 누리길
마비정 벽화마을, 화원 자연 휴양림, 남평 문씨 본리 세거지, 대구 수목원 등을 포함해 역사와 자연, 전통문화를 체험할 수 있는 코스.